# Liste der Monuments historiques in Queyrac
Die Liste der Monuments historiques in Queyrac führt die Monuments historiques in der französischen Gemeinde Queyrac auf.

## Liste der Objekte
| Bezeichnung               | Beschreibung                     | Standort                        | Kennzeichnung | Schutzstatus | Datum | Bild |
| ------------------------- | -------------------------------- | ------------------------------- | ------------- | ------------ | ----- | ---- |
| Skulptur Madonna mit Kind | Holz, vergoldet, 19. Jahrhundert | in der Kirche St-Hilaire (Lage) | PM33001410    | Inscrit      | 1980  |      |